# Mary S. B. Dana

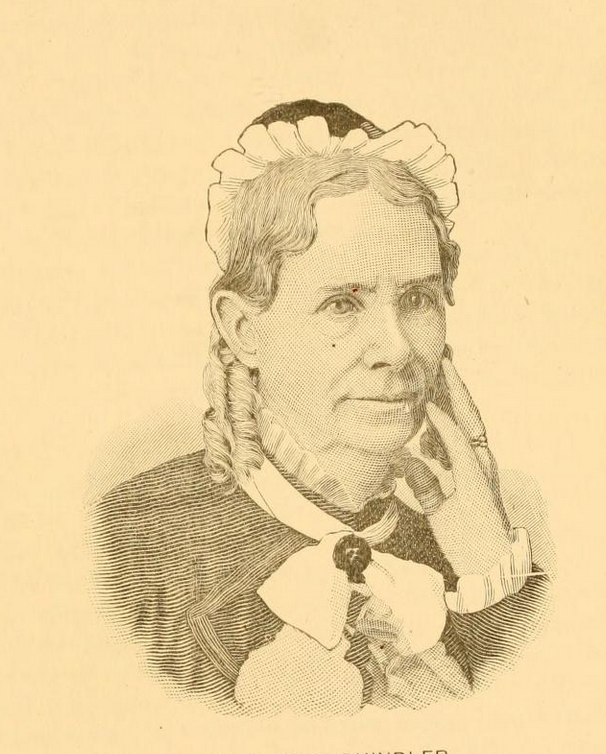
Mary S. B. Dana Shindler

Mary S. B. Dana Shindler (geb. Mary Stanley Bunce Palmer, * 15. Februar 1810 in Beaufort/South Carolina; † 8. Februar 1883 in Texas) war eine US-amerikanische Schriftstellerin.
Die Tochter des Pastors der kongregationalistischen Kirche von Beaufort kam mit ihrer Familie 1814 nach Charleston, wo sie aufwuchs und die Schule besuchte. Sie setzte ihre Ausbildung an verschiedenen Young Ladies' Seminaries in Connecticut und New Jersey fort. 1835 heiratete sie Charles E. Dana, mit dem sie 1839 nach Bloomington/Iowa zog. Nachdem dort im August des Jahres ihr Mann und ihr kleiner Sohn erkrankten und innerhalb von zwei Tagen starben, kehrte Dana in ihr Elternhaus zurück. Die Auseinandersetzung mit den Schicksalsschlägen – sie verlor in dieser Zeit auch zwei Geschwister – spiegelt sich in dem Gedichtband
The Parted Family, and Other Poems wider, der 1842 erschienen ist.
Ihren Wechsel vom calvinistischen Glauben ihrer Jugend zum Unitarismus stellte sie in den Letters Addressed to Relatives and Friends Chiefly in Reply to Arguments in Support of the Doctrine of the Trinity (1846) dar. Nach dem Tod der Eltern 1847 heiratete sie Robert Doyne Shindler, einen Pfarrer der Episkopalkirche, was eine weitere Konversion zu dessen Glauben nach sich zog. Diese schlug sich in der Schrift A Southerner Among the Spirits: A Record of Investigations into Spiritual Phenomena  (1877) nieder.
Neben mehreren Sammlungen religiöser Gedichte verfasste Dana auch Romane, die jedoch nicht die Popularität ihrer Gedichte erlangten. Viele der Gedichte fanden Eingang in kirchliche Gesangbücher, so in T. O. Summers Songs of Zion.

## Werke
- Southern Harp, Gedichte, 1840
- Northern Harp, Gedichte, 1841
- The Western Harp, Gedichte
- The Parted Family, and Other Poems, Gedichte, 1842
- Charles Morton; or, The Young Patriot: A Tale of the American Revolution, Roman, 1843 is pure romantic history motivated by convenience and circumstance. The seagoing adventures,
- The Young Sailor, Roman, 1843
- Forecastle Tom; or, The Landsman Turned Sailor, Roman, 1846
- Letters Addressed to Relatives and Friends Chiefly in Reply to Arguments in Support of the Doctrine of the Trinity, Essay, 1846
- A Southerner Among the Spirits: A Record of Investigations into Spiritual Phenomena , Essay, 1877
- U. S. Labor Greenback Songbook, 1879